# Ali Yağmur
Ali Yağmur (ur. 1 stycznia 1943) – turecki zapaśnik walczący w stylu klasycznym. Olimpijczyk z Monachium 1972, gdzie odpadł w eliminacjach w kategorii 82 kg.
Czwarty na mistrzostwach świata w 1971. Triumfator igrzysk śródziemnomorskich w 1971 roku. 